# Pelikantaler
Der Pelikantaler oder Patriotentaler war der fünfte sogenannte emblematische Taler des Herzogs Heinrich Julius von Braunschweig-Wolfenbüttel (1589–1613). Der 1599 geprägte Taler folgte auf den Mückentaler. Auf dem Gepräge wurde die Fabel vom Pelikan, der seine Jungen mit dem eigenen Blut ernährt, als Symbol der Opferfreudigkeit dargestellt. Damit wollte der Herzog seinen Einsatz für das Land und die Untertanen symbolisieren.

## Münzgeschichte

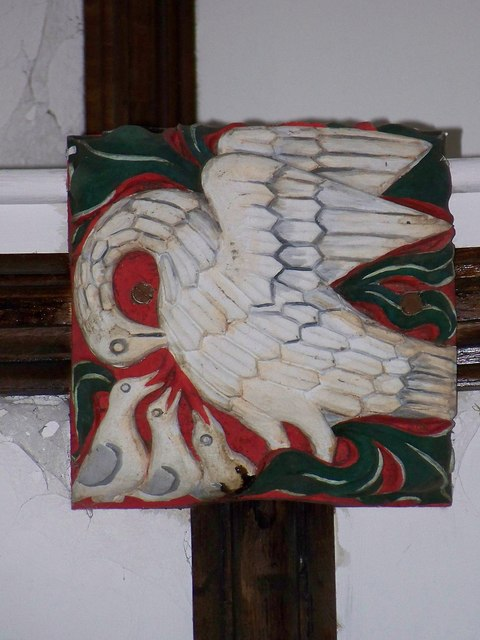
Der Pelikan auf dem Schlussstein der St. Pankratius-Kirche in Widecombe-in-the-Moor. Das Symbolbild entspricht dem Rückseitenbild des Pelikantalers.

Eine häufige Darstellung als Sinnbild für Opferfreudigkeit auf Münzen und Medaillen war der Pelikan, der seine Jungen mit dem eigenen Blut nährt.
Der emblematische Taler diente Heinrich Julius als Propagandamittel für seine Politik. Mit dem Pelikan- oder Patriotentaler wollte der Herzog seine eigenen landesväterlichen Tugenden zum Ausdruck bringen. Die Aussage ist: So wie der Pelikan in der Fabel, der seine Jungen mit dem eigenen Blut nährt, so setzt sich der Herzog für das Land und die Untertanen ein. Unterstrichen wird das durch die Umschrift PRO ARIS ET FOCIS (lat., Für Haus und Herd).
„Der Benennungsgrund [des Talers] ist klar. Der Herzog hat aber durch diesen Revers“, so Karl Christoph Schmieder,

„seinen sonst gewöhnlichen Wahlspruch Pro Patria Consumor „Für das Vaterland verzehre ich mich“ recht rührend ausdrücken wollen.“

„Recht rührend“ kann allerdings auch sarkastisch aufgefasst werden, da sich der Herzog bald nach seinem Regierungsantritt durch Verschwendungssucht und Steuererhöhungen unbeliebt gemacht hatte. Am Kaiserhof in Prag wurde er später Direktor des Geheimen Rats und Vertrauter des Kaisers Rudolph II. (1576–1612). Der Kaiser hatte eine große Leidenschaft für den Okkultismus und einen stark ausgeprägten Hang zu den Geheimwissenschaften. Diese Vorlieben hatten wahrscheinlich mit dazu beigetragen, dass Heinrich Julius am Kaiserhof mit kurzen Unterbrechungen bis zu seinem Lebensende blieb. Er führte dort ein glänzendes Leben, für das er sein Fürstentum bezahlen ließ. Als er starb, hinterließ er ein ruiniertes und verarmtes Land.

## Münzbeschreibung

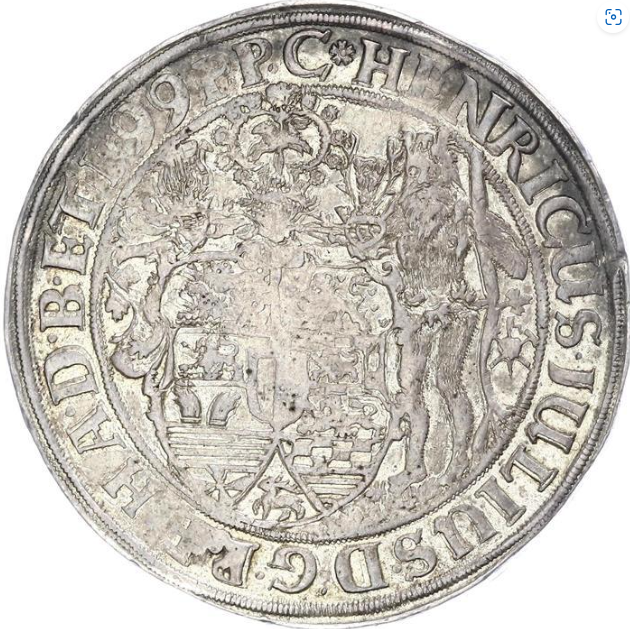
Pelikantaler von 1599, Vorderseite (Silber; Durchmesser 39 mm; 29,0 g)

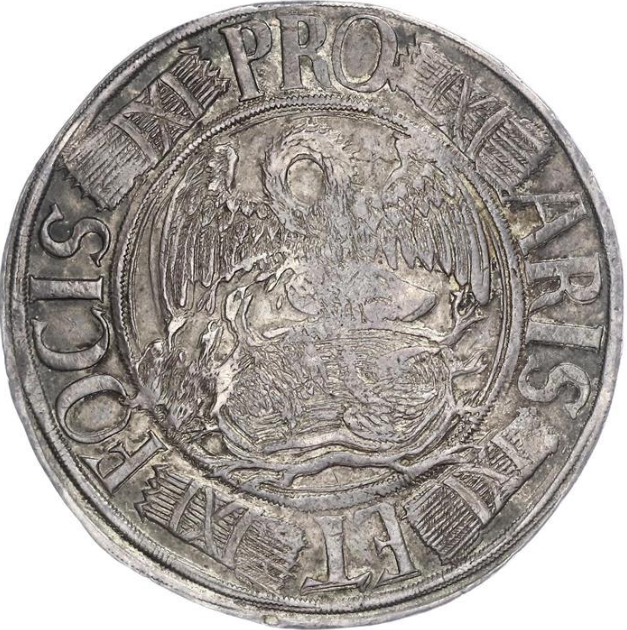
Rückseite mit dem Pelikan, der seine Jungen mit dem eigenen Blut nährt

Der Pelikantaler des Herzogs Heinrich Julius von Braunschweig-Wolfenbüttel ist ein nach dem Reichsmünzfuß geprägter Reichstaler, der in den Münzstätten Goslar und Osterode im Harz geprägt wurde. Der silberne Taler wurde mit dem Münzmeisterzeichen Herz über Zainhaken mit Pfeil gekreuzt, jedoch ohne Künstlersignatur geprägt.

### Vorderseite
Der dreifach behelmte Wappenschild mit drei Helmzieren und neun Feldern mit Herzschild wird vom rechts stehenden Wilden Mann gehalten. Das Münzmeisterzeichen rechts im Feld ist das Zeichen des Münzmeisters Heinrich Depsern, der 1599 sein Amt in Goslar angetreten hatte.
- Umschrift: HENRICUS ۰ JULIUS ۰ D(ei) : G(ratia) ۰ P(ostulatus) ۰ E(piscopus) ۰ HA(lberstadensis) ۰ D(ux) ۰ B(runsvicensis) ۰ ET ۰ L(uneburgensis) ۰ 99 ۰ P(ro) ۰ P(atria) ۰ C(onsumo)
- Übersetzung: Heinrich Julius von Gottes Gnaden, postulierter Bischof zu Halberstadt, Herzog zu Braunschweig und Lüneburg. Die Zahl 99 ist das Prägejahr 1599.
- Sein Wahlspruch Pro Patria Consumor in der Umschrift lautet übersetzt: Für das Vaterland verzehre ich mich.

### Rückseite
Die Erläuterung des Wahlspruchs auf der Vorderseite gab der Pelikan auf der Rückseite, der sich die Brust aufreißt und mit seinem Blut seine Jungen im Nest speist. Die Rückseite zeigt den Pelikan als Sinnbild der Opferfreudigkeit.
- Umschrift: PRO ARIS ET FOCIS, dazwischen vier Pfeilbündel
- Übersetzung: Für Haus und Herd[13]

### Köhlers Erklärung der Rückseite
Nach Johann David Köhlers Münzbelustigung zeigt der „Patrioten-Thaler“ auf der Gegenseite einen Pelikan im Nest, der, um seine von den Schlangen gebissenen drei Jungen vom Gift zu befreien, seine Brust aufhackt und ihnen sein Blut zu trinken gibt. In der Umschrift sind „die vier Worte zwischen so viel Gebund Pfeile zu lesen: PRO ARTIS ET FOCIS“. Die Worte bedeuten, so Köhler:
„Für die Kirche und Vatterland
Soll mein Blut seyn angewandt.“
Statt Für Haus und Herd hat Köhler Für die Kirche und Vaterland als Bedeutung der Worte im Zusammenhang mit dem Münzbild gewählt. Die Quintessenz ist die gleiche.
Anmerkung: Die fünf Sinnbild- oder emblematischen Taler des Herzogs sind der Rebellentaler von 1595, der den mehrfach ausbrechenden Rechtsstreit mit seinem Landadel symbolisiert; der Lügentaler von 1596 und 1597, den der Herzog wegen Verbreitung fälschlicher Dinge über ihn prägen ließ; der Wahrheitstaler von 1597 und 1598, der als Pendant zum Lügentaler geprägt wurde; der Mückentaler oder fälschlich Wespentaler von 1599, auf dem der Herzog nunmehr seinen kaiserlichen Schutz symbolisch darstellen ließ, und der hier im Artikel beschriebene Pelikantaler oder Patriotentaler von 1599.